# جامع يونس آغا
جامع يونس آغا يقع في منطقة ركن الدين في العاصمة دمشق ، أنشأه العلامة الشيخ يونس آغا بن عمر دقوري ودفن فيه.

## خطباؤه وأئمته
الخطباء: 
- الشيخ محمد خالد الكرمي
- الشيخ سليمان

المؤذنون: 
- خالد نعمان ظاظا
- حمو خاتونة ديركي
- إبراهيم وانلي
- نادر ريسور